# Wilhelminaplein ('s-Hertogenbosch)

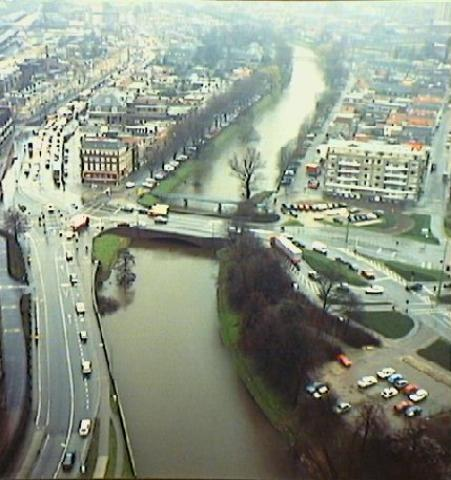
De Dommel in het zuiden van 's-Hertogenbosch. Een gedeelte van het Wilhelminaplein staat rechts op de foto

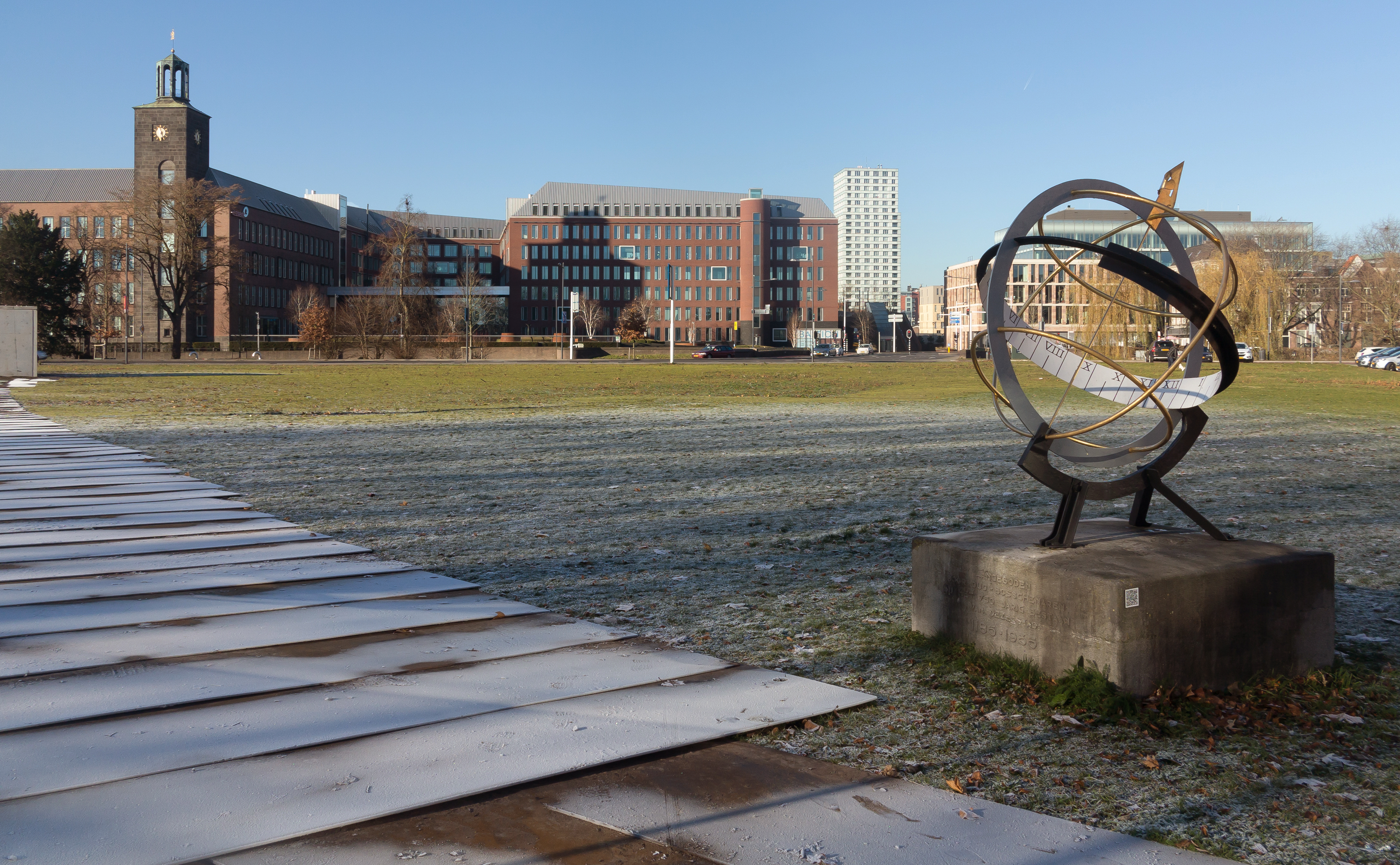
Straatzicht vanaf het Wilhelminaplein 2016

Het Wilhelminaplein in 's-Hertogenbosch is gedurende decennia een bekend punt geweest binnen de stad. In het verleden werd tegen mensen die autorijles volgden verteld: "wanneer je de situatie van het plein niet onder de knie hebt, zal je moeilijk slagen voor je rijbewijs". In de volksmond is het plein bekend onder de naam Heetmanplein. De Eindhovense professor Heetman is de architect van het plein, dat in 1960 is aangelegd. Het plein is gebouwd in het Wilhelminapark.
Inwoners van 's-Hertogenbosch bedoelen met het 'Heetmanplein' de hele verkeerscarrousel van Willemsplein en Wilhelminaplein. Feitelijk zijn het twee afzonderlijke pleinen. Beide pleinen worden verbonden door de Willemsbrug, die is gebouwd na de Tweede Wereldoorlog.
Voordat Professor Heetman het plein ontwierp, waren het twee rotondes achter elkaar, die voor  opstoppingen zorgden. Wie vanuit Vught linksaf wilde, richting Waalwijk, moest eerst rechts voorsorteren, om vervolgens linksaf richting Waalwijk te gaan. Wie vanaf de Koningsweg linksaf de Vughterstraat in wilde, moest eerst rechtdoor de Vughterstraat voorbij en dan linksaf om daarna weer rechtsaf te gaan.
Op 23 oktober 2012 presenteerde de gemeente 's-Hertogenbosch plannen ter reconstructie van het plein. De reconstructie volgde op een eerdere uitbreiding van de 'Randweg Zuid' welke in mei 2011 werd geopend. De nieuwe randweg deed de verkeersdruk op het plein sterk afnemen. Doorgaand verkeer dat vanuit Tilburg de A2 wilde bereiken, of andersom, kon voortaan van de nieuwe randweg gebruikmaken en zo het Wilhelminaplein ontwijken. Op 17 en 18 maart 2014 bracht de gemeente de definitieve bestrating aan op het gereconstrueerde plein.

## Trivia
- In 1941 kwam er op last van de Duitse bezetter een verbod op het dragen van namen van levende leden van het Nederlands koningshuis. Het Wilhelminaplein kreeg een andere naam: Jeroen Boschplein. Na de bevrijding van 's-Hertogenbosch op 27 oktober 1944 is de naam weer veranderd in Wilhelminaplein.